# Mateusz Kusznierewicz
Mateusz Kusznierewicz (Varsóvia, 29 de abril de 1975) é um velejador polaco, campeão olímpico na classe Finn.

## Carreira
Mateusz Kusznierewicz representou seu país entre os Jogos Olímpicos de 1996 e os Jogos Olímpicos de 2012, tendo conquistado uma medalha de ouro na classe Finn em 1996, e uma de bronze em 2004. 